# باتريسيا سكينر (أستاذة جامعية)
باتريسيا سكينر (بالإنجليزية: Patricia Skinner)‏ هي مختصة في الدراسات القروسطية ‏ بريطانية، ولدت في 1965.